# Троицкий проспект (Санкт-Петербург)
Тро́ицкий проспект — проспект в Адмиралтейском районе Санкт-Петербурга. Проходит от Измайловского до Лермонтовского проспекта.

## История
Улица возникла в середине XVIII века, как улица для расположения Измайловского лейб-гвардии полка. 
Со второй половины XVIII века иногда включался в Большой Загородный проспект (ныне Загородный проспект). Параллельно существовали названия Измайловская улица (включая современную 1-ю Красноармейскую улицу), 1-я улица.
С 1821 года появляется название Троицкая улица, дано по находившемуся в начале улицы полковому собору Святой троицы. С 1828 года появляется название Троицкий проспект. С 6 октября 1923 года по 13 января 1998 года именовался проспектом Москвиной, в честь Н. М. Москвиной, советского партийного и профсоюзного деятеля.

## Достопримечательности

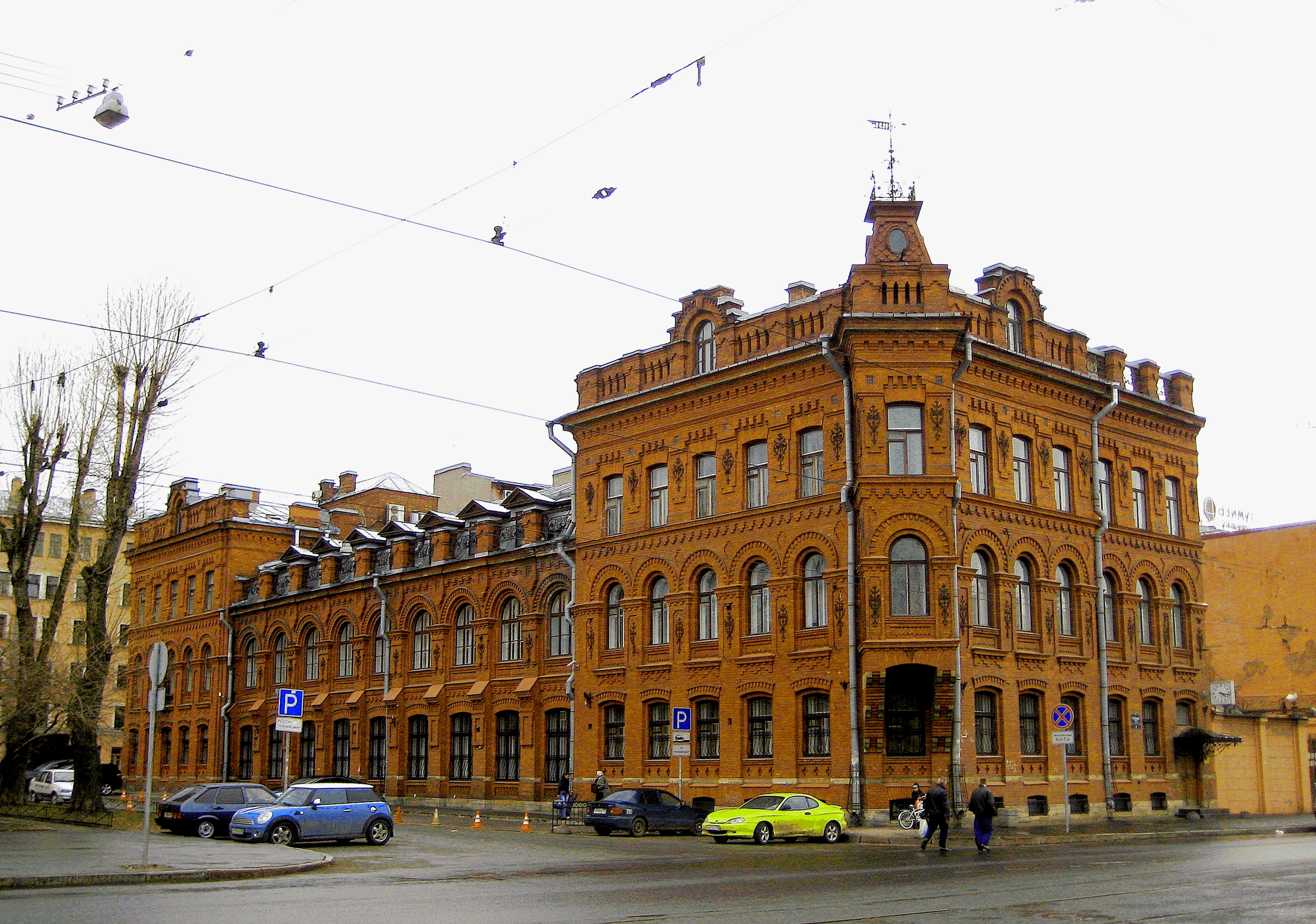
Здание мастерских Н. Е. Фрейберга

- Троице-Измайловский собор.

- Дом № 1-3 — Александровская больница, комплекс с территорией, садом и оградой.  памятник архитектуры (региональный)
- Дом № 6 — здание мастерских Н. Е. Фрейберга (Глебовой), 1898 г., арх. А. И. Рейнбольдт.  7831095000